# Patagonientinamo
Patagonientinamo (Tinamotis ingoufi) är en fågel i familjen tinamoer inom ordningen tinamofåglar.

## Utseende och läte
Patagonientinamion är en stor och kryptiskt tecknad hönsliknande fågel. Karakteristiskt är strimmigt huvud utan tofs och fläckad ovansida. I flykten syns rostrött i vingen. Lätet består av spöklika visslingar, vittljudande men kan dränkas av vinden.

## Utbredning och systematik
Fågeln förekommer på savann i Argentina och södra Chile. Den behandlas som monotypisk, det vill säga att den inte delas in i några underarter.

## Levnadssätt
Patagonientinamon hittas i gräsmarker med spridda buskar. Likt andra tinamoer i öppna landskap ses den i grupper om tre eller familjegrupper, där hanen tar hand om ungarna. Arten är fåtalig och påträffas sällan, då den hellre springer iväg än ta till vingarna.

## Status
Arten har ett stort utbredningsområde och beståndet anses vara stabilt. Internationella naturvårdsunionen IUCN listar den därför som livskraftig (LC).

## Namn
Fågelns vetenskapliga namn hedrar Jules A. Ingouf (född 1846), en fransk upptäcktsresande och samlare av specimen i Argentina. Patagonien är den sydligaste delen av Sydamerika som begränsas i väster av Stilla Havet,i öster av Atlanten och i norr av Pampas. 